# Ибак
Ибак-хан (Сайид Ибрахим-хан, Ивак, Упак, Абак, Айбак, тат. Айбәк хан, Ибәк, сиб. 
Күбәк) (ум. 1495 году) — сибирский хан (1468—1495), из династии Шибанидов.

## Биография
Ибак пришёл к власти в 1468 году после развала Ханства Абулхаира и образовал независимое Сибирское ханство. В 1469 году Ибак совершил поход на узбекского Йадгар-хана в итоге убив его. Возвышение Ибака началось в 1471 году после создания коалиции с казахскими властителями Кереем и Жанибеком и расправы над узбекским ханом Шайх-Хайдаром. В 1480 году совершил нападение на Чинги-Туру и успешно подчинил Тюменское ханство. Ибак убил хана Мара и его сыновей.
В 1481 году совместно с ногайскими мурзами Мусой и Ямгурчи убил хана Большой Орды Ахмата. Кочевая ставка Ахмата Орда-Базар вместе с её жителями и монетным двором была по приказу Ибака перенесена в город Чинги-Тура (Тюмень). Архангелогородская летопись сообщает:

И стоял царь Ибак 5 дней на Ахматове орде и поиде прочь, а ордобазар с собою поведе в Тюмень, не грабя.
В 1493 году вместе с братом Мамуком при поддержке ногайских мурз Мусы и Ямгурчи совершил поход в Поволжье, где безуспешно пытался взять Хаджи-Тархан. Скорее всего, причиной неудачи послужил отказ Крымского ханства поддержать поход. Вернулся в Сибирь в начале 1494 года, после чего утвердился в Чинги-Туре. После чего выслал посольство в Москву с князем Чюмгуром.
Предположительно убит во время мятежа знати во главе с Мухаммедом Тайбугой в 1495 году.

## Монеты Ибак-хана
Ибак-хан был единственным сибирским ханом который чеканил собственную монету. После переноса Орда-Базара с монетным двором в Тюмень, с 1481 года там начинается собственная чеканка монеты. После смерти Ибака чеканка монет прекратилась и больше не производилась в Сибирском ханстве. Основной ареал монет Ибак-хана — Западная Сибирь (Тюменская область).

## В бонистике

Ибак на банкноте номиналом 1 Уральский франк 1991 года

- Ибак изображён на лицевой стороне купюры номиналом 1 Уральский франк 1991 года выпуска.